# 하타노다이역
하타노다이역(일본어: 旗の台駅、はたのだいえき)은 일본 도쿄도 시나가와구에 있는 도쿄 급행 전철의 역이다. 오이마치 선과 이케가미 선이 교차하는 환승역이다.
역 번호는 오이마치 선이 OM06, 이케가미 선이 IK05이다.

## 역사
- 1927년
  - 7월 6일: 메구로카마타 전철 오이마치 선 히가시센조쿠역(東洗足駅)으로 영업 개시.
  - 8월 28일: 이케가미 전기철도 하타가오카역(旗ヶ岡駅)으로 영업 개시.
- 1945년 5월: 하타가오카역이 공습으로 전소됨.
- 1951년
  - 3월 1일: 히가시센조쿠 역 명칭을 하타노다이역으로 변경하고, 현재의 위치로 이전함.
  - 5월 1일: 하타가오카 역이 하타노다이 역과 합병하고 이케가미 선 역 설비를 현재의 위치로 이전함.
- 2005년
  - 7월 11일: 기타구치의 개찰구와 인접하게 설치되었던 하타노다이 1호 건널목 길을 폐지하고 지하도로 전환시킴.
  - 11월 27일: 오이마치 선 하행선이 신설된 승강장으로 이전됨.
- 2006년 3월 26일: 오이마치 선 승강장 개량 공사로 인하여 섬식 승강장으로 일시적 변경과 동시에 기타구치 개찰구 폐지.
- 2007년 5월 27일: 오이마치 선 승강장 개량 공사 완료.
- 2009년 11월 30일: 정기 매표장 영업 종료.

## 역 구조
오이마치 선과 이케가미 선은 입체 교차되고 상부에 오이마치 선의 섬식 승강장 2면 4선, 하부에 이케가미 선의 상대식 승강장 2면 2선의 구조를 갖는다.
역은 사면에 있어서 오이마치 선의 승강장 후타코타마가와 방향으로는 거의 지평이지만, 오이마치 뱡향으로는 고가이다. 이케가미 선 승강장은 사면의 하부에 사면에 따르도록 설치되었기 때문에 가마타 방향에서는 오이마치 선의 고가를 지나고 있다. 이케가미 선 상하행 승강장과 오이마치 선 승강장은 각각의 높이에서 엘리베이터로 연결되고 있다. 환승 표지판은 오이마치 선 승강장에서 이케가미 선 고탄다 방면 승강장 사이가 빨간색이고, 오이마치 선 승강장에서 이케가미 선 가마타 방면 승강장 사이가 초록색으로 엘리베이터의 문과 계단, 에스컬레이터를 타고 입구 밖으로 향하는 구조이다.
개찰구는 오이마치 선의 고가 밑(이케가미 선 상행 승강장의 가마타 방향)에 1개소와 이케가미 선의 상하행 승강장의 고탄다 방향에 1개소씩 3개 설치되어 있다.
정기 매표장은 이케가미 선 고탄다 방면의 역사 입구 오른쪽에 설치됐었지만 2009년 11월 30일부로 폐지되었다.
오이마치 선 승강장은 2008년 3월 28일 실시된 급행 운전 개시에 따라, 2면 4선화가 되었다. 개량 후에는 3,6번 선이 대피선에서 4,5번 선이 본선으로 당역에 급행이 정차하고 하루 종일 완급 접속이 실시되고 있다.
이케가미 선은 인근의 에바라나카노부 역이 지상역 시절이었을 때는 고탄다 방향으로 상하행선이 설치됐었다. 예전에는 고탄다 ~ 하타노다이 간에서 회차 운전을 하고 있을 때의 흔적과, 하타노다이 회차 운용이 폐지된 이후도 건늠선은 철거되지 않고 비상용 설비로 남아 운행 장애 등으로 하타노다이 ~ 고탄다 간 또는 하타노다이 ~ 가마타 간이 장시간 운행 통제되었을 때 이 건늠선을 사용하고 회차 운행을 한적이 있었다. 그러나, 에바라나카노부 역이 1989년에 지하화됨과 동시에 철거되었다.

### 승강장
| 번호 | 노선        | 방향 | 행선                                                    |
| ---- | ----------- | ---- | ------------------------------------------------------- |
| 1    | 이케가미 선 | 하행 | 유키가야오쓰카・가마타 방면                             |
| 2    | 이케가미 선 | 상행 | 고탄다 방면                                             |
| 3・4 | 오이마치 선 | 하행 | 오오카야마・지유가오카・후타코타마가와・미조노쿠치 방면 |
| 5・6 | 오이마치 선 | 상행 | 오이마치 방면                                           |

※ 오이마치 선 플랫폼은 4,5번 선이 주로 본선, 3,6번 선이 대피선이다.

## 역 주변
- 시나가와 하타노다이 우체국
- 쇼와 대학 하타노다이 캠퍼스
- 쇼와 대학 병원
- 쇼와 대학 병원 부속 히가시 병원
- 분쿄 대학 부속 중・고등학교, 분쿄 대학 부속 유치원(학교 법인 분쿄 대학 학원)
- 시나가와 구립 에바라제5 중학교
- 시나가와 구립 하타다이 초등학교
- 시나가와 구립 시미즈다이 초등학교
- 시나가와 구립 제2노부야마 초등학교

## 사진

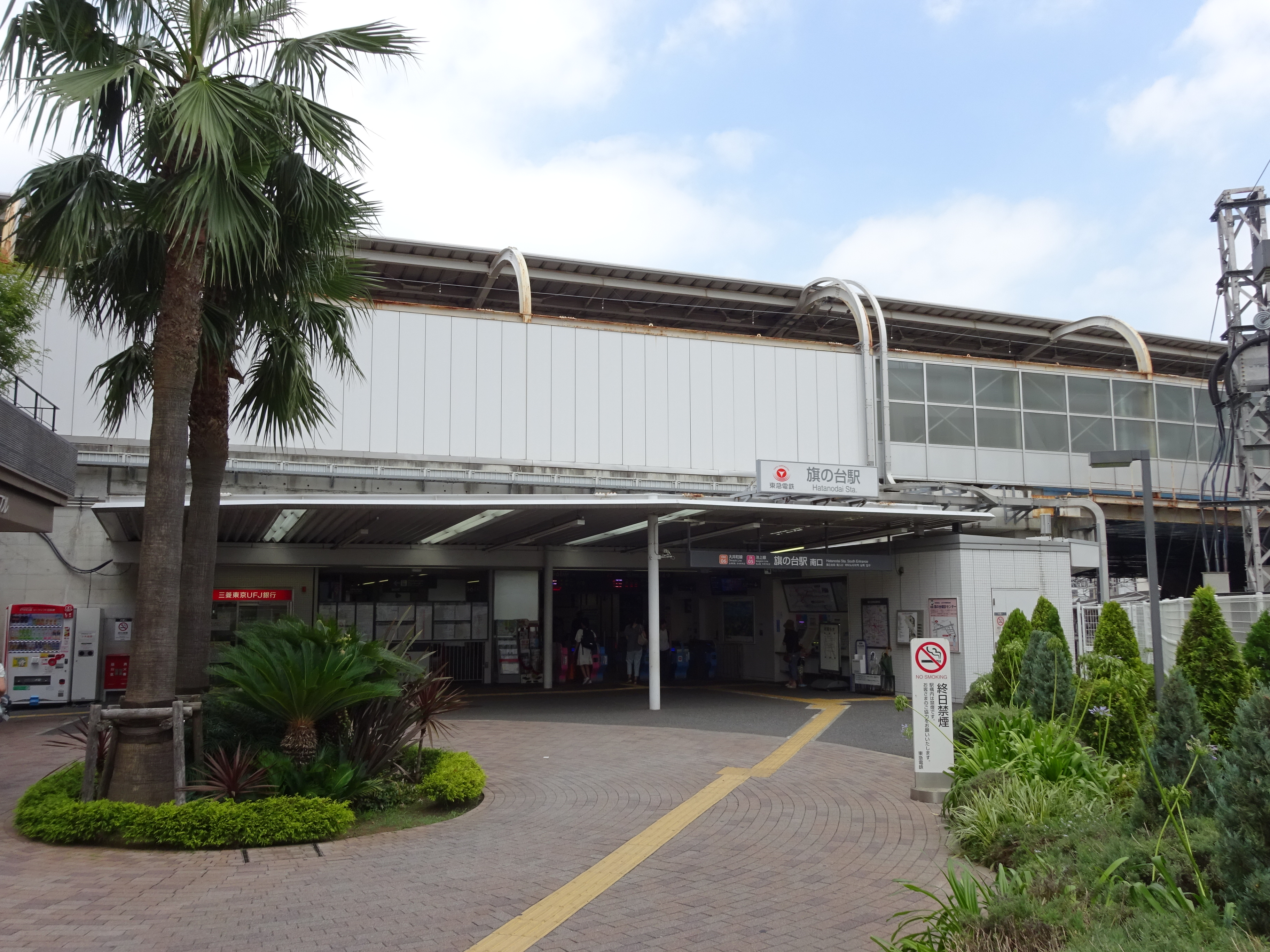
남쪽 출입구
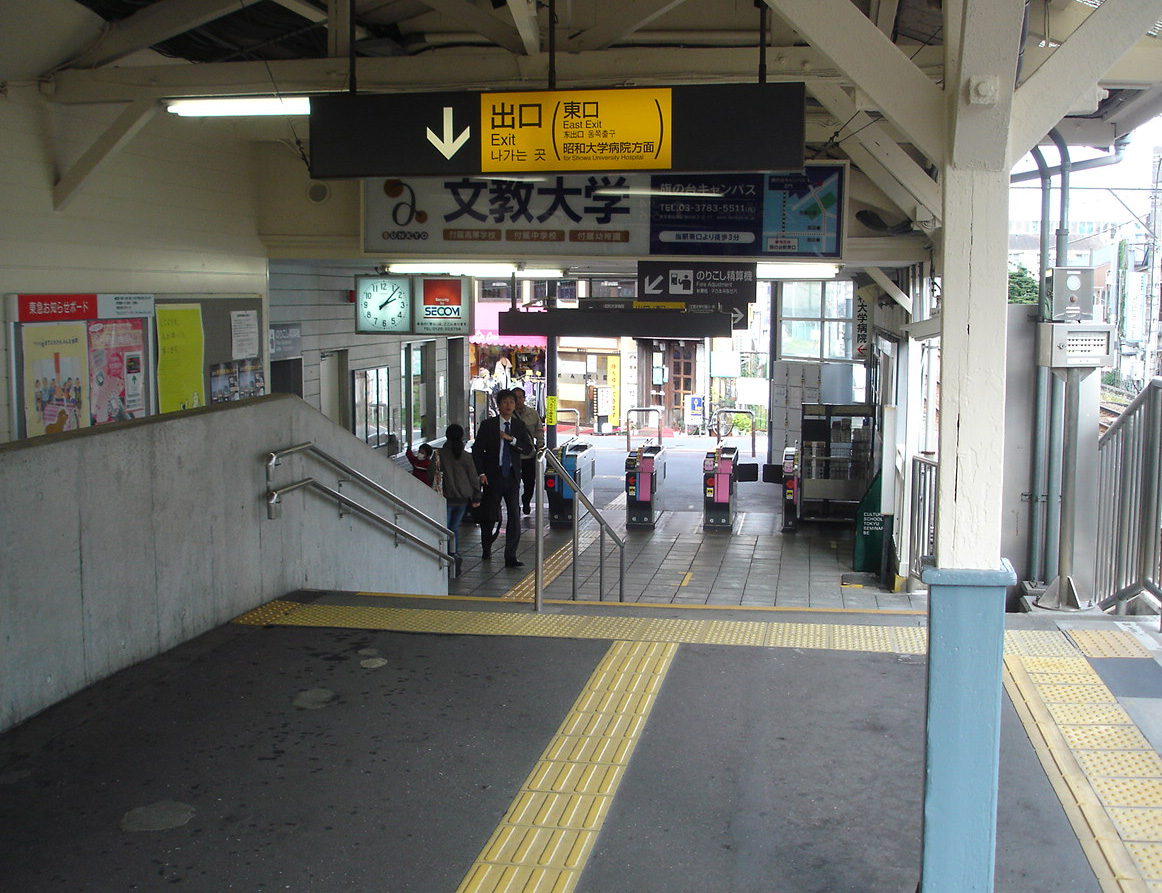
이케가미 선 전용 개찰구

## 인접역
| 도쿄 급행 전철 오이마치 선       | 도쿄 급행 전철 오이마치 선                                                | 도쿄 급행 전철 오이마치 선       |
| -------------------------------- | ------------------------------------------------------------------------- | -------------------------------- |
| OM 01 오이마치 오이마치 방면     | ■ 급행                                                                    | 오오카야마 OM 08 미조노쿠치 방면 |
| OM 05 에바라마치 오이마치 방면   | □ 각역정차 (후타코신치, 다카쓰 통과) ■ 각역정차 (후타코신치, 다카쓰 정차) | 기타센조쿠 OM 07 미조노쿠치 방면 |
| 도쿄 급행 전철 이케가미 선       |                                                                           |                                  |
| IK 04 에바라나카노부 고탄다 방면 |                                                                           | 나가하라 IK 06 가마타 방면       |